# Amphicoma graeca
Amphicoma graeca är en skalbaggsart som beskrevs av Nikodym 2009. Amphicoma graeca ingår i släktet Amphicoma och familjen Glaphyridae. Inga underarter finns listade i Catalogue of Life.